# Цукрувка (Мазовецьке воєводство)
Цукрувка (пол. Cukrówka) — село в Польщі, у гміні Хлевіська Шидловецького повіту Мазовецького воєводства.
Населення — 284 особи (2011).
У 1975-1998 роках село належало до Радомського воєводства.

## Демографія
Демографічна структура станом на 31 березня 2011 року:
|          | Загалом | Допрацездатний вік | Працездатний вік | Постпрацездатний вік |
| -------- | ------- | ------------------ | ---------------- | -------------------- |
| Чоловіки | 140     | 32                 | 90               | 18                   |
| Жінки    | 144     | 28                 | 76               | 40                   |
| Разом    | 284     | 60                 | 166              | 58                   |